# Marco Biagi
Pour les articles homonymes, voir Biagi.
Marco Biagi, né le 24 novembre 1950 à Bologne et assassiné le 19 mars 2002 dans la même ville par les Brigades rouges, est un juriste italien, professeur de droit du travail et relation industrielle à l'Université de Modène. 

## Biographie
Marco Biagi est né le 24 novembre 1950 à Bologne. Fils de Giorgio et Giancarla Montanari il a épousé Marina Orlandi, de qui il a eu deux fils Lorenzo et Francesco.
Après des études classiques au lycée Luigi Galvani, il  obtient un diplôme en droit à l'université de Bologne et obtient une bourse de spécialisation en droit du travail à l'université de Pise. 
Après avoir enseigné dans les universités Bologne, Pise, Calabre et Ferrare il devient en 1987 professeur à l'université de Modène. Il a également travaillé dans des universités étrangères et des instituts internationaux. En 1991, il crée, au sein du département d'économie d'entreprise de l'université de Modène, le Centre d'études internationales et comparatives, actif dans le domaine du droit du travail et des relations industrielles. 
Après avoir occupé divers postes gouvernementaux depuis le début des années 1990, Marco Biagi est nommé en 1998 conseiller du ministre du Travail de l'époque Antonio Bassolino et le ministre des transports Tiziano Treu, et en 2001 conseiller du ministre du bien-être social Roberto Maroni. 
En 2000, il crée ADAPT – Association for International and Comparative Studies in Labour and Industrial Relations. et devient consultant auprès du président de la Commission européenne de l'époque Romano Prodi.
Le 19 mars 2002 il est assassiné devant chez lui à Bologne par un commando de terroristes appartenant aux nouvelles brigades rouges, membres du Parti communiste politico-militaire, du fait de son rôle de conseiller économique auprès de Roberto Maroni ministre du travail dans le gouvernement de Silvio Berlusconi,.
La loi no 30 du 14 février 2003 porte son nom.

## Loi Biagi
Un an et demi après la mort de Marco Biagi, la « loi Biagi » entre en vigueur en Italie pour moderniser et rendre flexible le droit du travail.
La loi Biagi vise à réduire le niveau du travail précaire ou atypique (6,9 millions de personnes) et du travail au noir (5 millions de personnes et 27 % du PIB) en introduisant de nouvelles flexibilités avec le temps partagé, la location de main-d'œuvre ou le travail à la demande. Le réseau des agences pour l'emploi est confié aux groupes de travail temporaire qui gèrent alors la formation professionnelle et la sous-traitance. La loi Biagi favorise aussi la transformation des co-co-co italiens (contrats de collaboration continus qui déguisent des travailleurs salariés en travailleurs indépendants) en véritables contrats à durée déterminée ou indéterminée.

## Publications
- (it)La dimensione dell'impresa nel diritto del lavoro, FrancoAngeli, Milan, 1978.
- (it)Cooperative e rapporti di lavoro, FrancoAngeli, Milan, 1983.
- (it)Sindacato, democrazia e diritto. Il caso inglese del Trade Union Act 1984, Giuffrè, Milan, 1986.  (ISBN 88-14-00765-9)
- (it)Contratto collettivo nazionale di lavoro per i dipendenti da aziende del settore turismo. 18 février 1987, Maggioli Editore, Rimini, 1988.  (ISBN 88-387-9315-8)
- (it)Obiettivo 92: progetto lavoro flessibile. Papers 1988-1989, ?, Retribuzione e redditività. Iniziative imprenditoriali e nuove forme di partecipazione dei lavoratori, SINNEA, Bologne, 1989.
- (it)Obiettivo 92: progetto lavoro flessibile. Papers 1988-1989, IV, Internazionalizzazione dei mercati e strategie manageriali. Dialoghi sulle relazioni industriali comparate, a cura di e con Elisabetta Faraone, SINNEA, Bologne, 1989.
- (it)Commentario al contratto collettivo delle cooperative edili 30 luglio 1987, Maggioli, Rimini, 1989.  (ISBN 88-387-9421-9)
- (it)Democrazia sindacale e relazioni industriali nell'esperienza comparata, Maggioli, Rimini, 1989.  (ISBN 88-387-9489-8)
- (it)Obiettivo 92. Progetto mercato globale. Papers 1989-1990, I, Corso di formazione per esperti latino-americani sui problemi del lavoro e delle relazioni industriali. Atti della giornata di studio a conclusione della seconda edizion e del corso. Le relazioni industriali in America Latina.  27 giugno 1989, SINNEA, Bologne, 1989.
- (it)Rappresentanza e democrazia in azienda. Profili di diritto sindacale comparato, Maggioli, Rimini, 1990.  (ISBN 88-387-9684-X)
- (it)La riforma del mercato del lavoro. Analisi e prospettive della legge n. 223 del 23 luglio 1991, SINNEA, Bologne, 1991.
- (it)Politiche per l'immigrazione e mercato del lavoro nell'Europa degli anni novanta, Maggioli, Rimini, 1992.  (ISBN 88-387-9649-1)
- (it)Il diritto dei disoccupati. Studi in onore di Koichiro Yamaguchi, a cura di e con Yasuo Suwa, Giuffrè, Milan, 1996.  (ISBN 88-14-06209-9)
- (it)Mercati e rapporti di lavoro. Commentario alla Legge 24 giugno 1997, n. 196. Norme in materia di promozione dell'occupazione, Giuffrè, Milan, 1997.  (ISBN 88-14-06771-6)
- (it)La disciplina giuridica del lavoro a tempo parziale, Sinnea International, Castelmaggiore, 1999.
- (it)Il lavoro a tempo parziale, Il sole-24 ore, Milan, 2000.  (ISBN 88-324-4079-2)
- (en)Job Creation and Labour Law. From protection towards pro-action, Kluwer Law International, 2000.
- (en)Towards a European Model of Industrial Relations, Kluwer Law International,Dordrecht, 2000.  (ISBN 90-411-1432-7)
- (it)Istituzioni di diritto del lavoro, Giuffrè, Milan, 2001.  (ISBN 88-14-09109-9)
- (it)Il nuovo lavoro a termine. Commentario al D. lgs. 6 settembre 2001, n. 368, Giuffrè, Milan, 2002.  (ISBN 88-14-09405-5)
- (en)Quality of Work and Employee Involvement in Europe, The hague, Kluwer Law International, 2002.  (ISBN 90-411-1885-3)